# Aprile, aprile
Aprile, aprile (April, April!) è un film tedesco del 1935. È il primo lungometraggio diretto da Detlef Sierck, che in seguito sarebbe divenuto famoso come Douglas Sirk.

## Trama
Julius Lampe è un arrampicatore sociale, un ex fornaio che ha avviato un pastificio di successo che lo ha reso ricco. Una festa organizzata a casa sua viene interrotta quando riceve una lettera dal principe von Holsten-Böhlau, che vorrebbe fare un grosso ordine di tagliatelle per affrontare una spedizione in Africa. Finke, amico di Lampe, è stanco di quanto sia borioso l'arricchito Lampe e decide, per dargli una lezione, di fargli un pesce d'aprile. Finke lascia la festa e, chiamando Lampe al telefono, finge di essere l'assistente del principe comunicandogli che il principe ha intenzione di visitare personalmente e ispezionare il pastificio il giorno successivo. Lampe fa con entusiasmo i preparativi per la visita del principe.
Lampe alla fine scopre che la visita richiesta era uno scherzo dell'innamorato di sua figlia Mirna, Reinhold Leisegang, ma ha già detto a tutti che il principe sarebbe arrivato nella sua fabbrica e Lampe teme l'imbarazzo se ammette di aver sbagliato. Leisegang tenta di mitigare il danno causato dallo scherzo e fa sì che un suo amico, Müller, interpreti il ruolo del principe per una finta visita alla fabbrica accuratamente organizzata.
Nel frattempo, all'insaputa di Lampe, il vero principe legge un articolo sulla sua visita e presume che sia stato organizzato per lui e che debba andare. Lampe scambia il vero principe per l'impostore e lo tratta malissimo, mentre tratta l'esagerato impostore come un principe. Il vero principe si innamora della segretaria di Lampe, Friedel, mentre Lampe cerca di convincere l'impostore a corteggiare sua figlia Mirna.

## Produzione
Le riprese si sono svolte tra aprile e maggio 1935.
È stata girata anche una versione in lingua olandese intitolata 't Was één April, con Sierck che ha diretto le parti girate in Germania e Jacques van Tol che ha diretto le parti girate nei Paesi Bassi. Si ritiene che la versione olandese sia andata perduta.
La colonna sonora del film comprende la canzone Fang' nur im April nichts an, cantata da Erwin Hartung nel caffè dove il vero principe di Holsten-Böhlau e Friedel Bild, segretaria di Lampe, trascorrono il pomeriggio.

## Distribuzione
Il film è stato presentato in anteprima il 24 ottobre 1935 al cinema Primus-Palast di Berlino.